# 阿基道阿納
20°28′15″S 55°47′13″W / 20.47083°S 55.78694°W

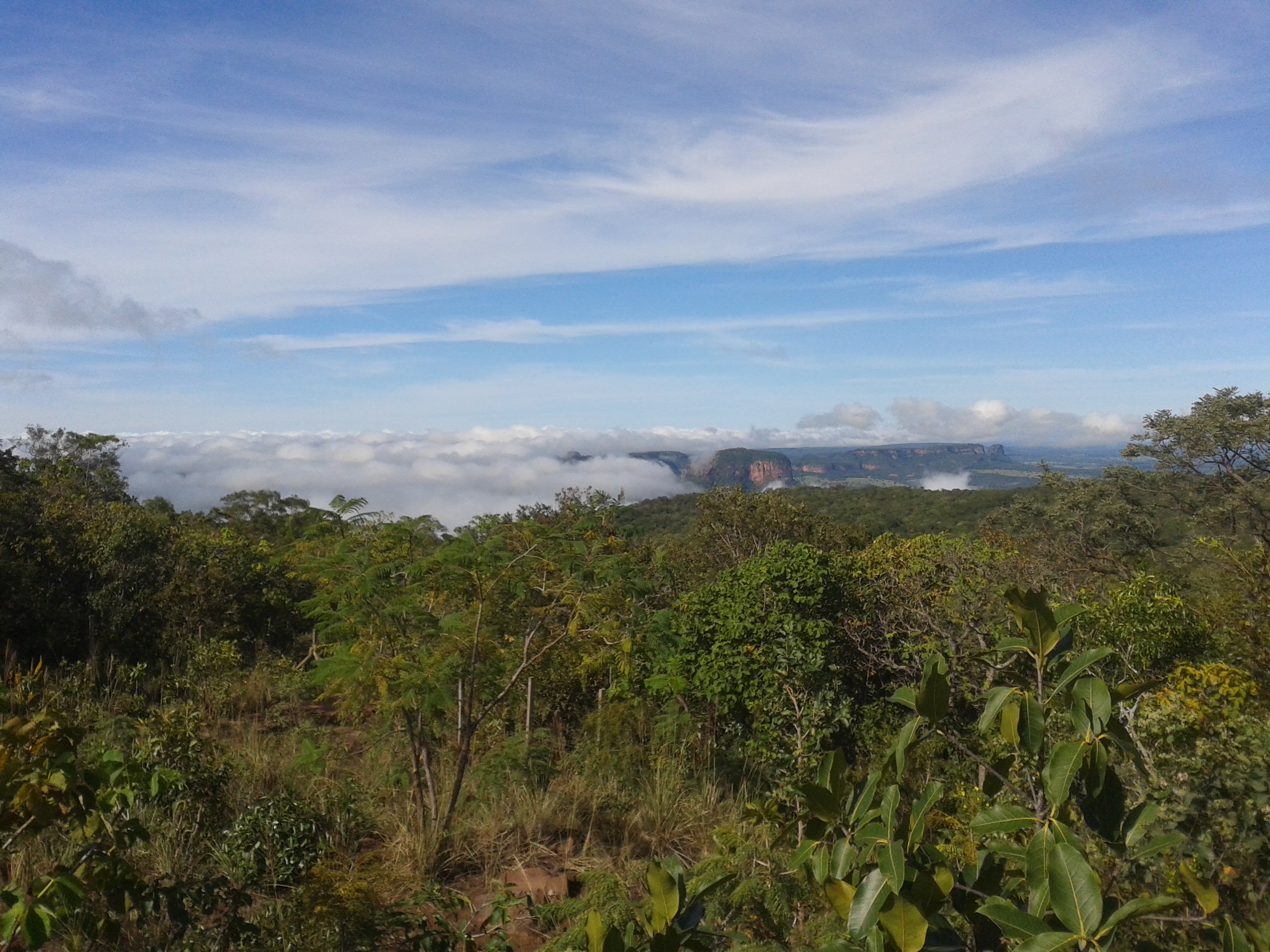
阿基道阿納

阿基道阿納（葡萄牙語：Aquidauana），是巴西的城鎮，位於該國西部，由南馬托格羅索州負責管轄，始建於1892年8月15日，面積16,958平方公里，海拔高度149米，2007年人口44,094，人口密度每平方公里2.6人。